# Cuñapé
El cuñapé (en guaraní, kuñape; en quechua, kuñapi) es un panecillo elaborado a base de queso y almidón de yuca. Es tradicional de la región del Oriente de Bolivia, y similar a otras variedades de pan de yuca que se pueden encontrar en Paraguay, Ecuador, Brasil, Argentina y Colombia. Es de tamaño pequeño y suele ser comido a la hora del té, comúnmente junto a otros horneados y una taza de café.

## Etimología
La mayoría de fuentes aseveran que el vocablo «cuñapé» es un guaranismo. Algunas fuentes indican su procedencia de la palabra guaraní chiriguano mbujape (‘pan’); otras fuentes proponen la etimología kuña (‘mujer’) pe (‘chata’).

## Elaboración
En la elaboración se utilizan: almidón o fécula de yuca dulce, huevo, sal, queso blanco y leche. Se forma una masa homogénea que luego se amasa en forma de esfera. Finalmente se hornean. La preparación más tradicional se realiza en hornos de leña o barro, pero cada vez más ampliamente en hornos eléctricos.